# Celestina (Mirbeau)
Celestina (Célestine) es el personaje principal y la narradora de la novela del escritor francés Octave Mirbeau, Le Journal d’une femme de chambre (Diario de una camarera), publicada en el año 1900.

## Las tribulaciones de una camarera
Nacida en Audierne (Bretaña), Celestina es la hija de un marinero. Huérfana desde muy joven, fue desflorada a los doce años, a cambio de una naranja. Trabajando en casa de las familias más “honorables” de París, allí adquirió buenos modales, aprendió a vestirse con elegancia y aprendió a hablar francés con fluidez. Gracias a su agudo sentido de la observación, pudo descubrir las « gibas morales » de los ricos y utilizar su diario para vengarse de sus humillaciones de camarera, arrancándole la máscara de respetabilidad a las clases dominantes y revelando sus almas sucias  : « Si las almas puestas al desnudo exhalan tan fuerte hedor a podredumbre, no es por mi culpa. » 
Al principio de la novela, Celestina acaba de llegar a la casa de los Lanlaire, en un pueblo de Normandía, Le Mesnil-Roy, en donde se aburre penosamente. Su única distracción, los domingos, es escuchar los chismes del pueblo, en una mercería sucia, y hablar con Rose (Rosa), la sirvienta-amante del grotesco capitán Mauger, vecino de la casa de los Lanlaire. Después de la repentina muerte de Rose, Mauger le propone a Celestina para que reemplaze a Rose y se vaya a vivir con él, pero ella lo rechaza con desprecio. Poco a poco, sin embargo, Celestina se siente fascinada por la misteriosa figura de Joseph, el jardinero-cochero, sádico y fanático antisemita. Por último, sigue a Joseph a Cherbourgo , se casa con él y dice que, con él, es « capaz de llegar hasta el crimen...! » Ama del « petit café de Cherbourg », frecuentado por los nacionalistas de la ciudad, Celestina se convierte en una burguesa quien, a su vez, maltrata a sus doncellas.

## Una mujer doble

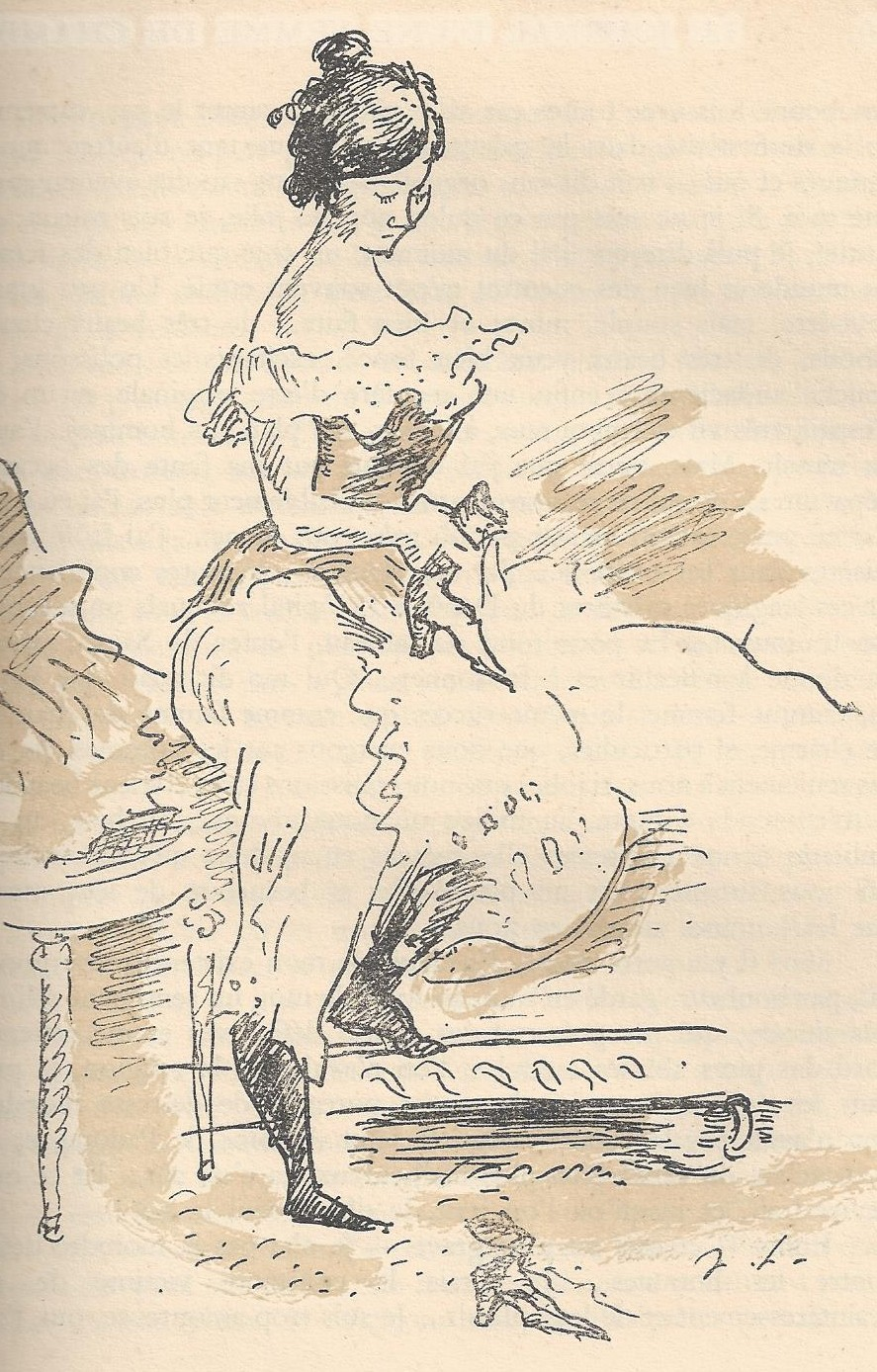
Jean Launois, Celestina, 1935

Celestina es un personaje complejo. Por un lado, tiene la misma lucidez de Octave Mirbeau, cuando critica la sociedad de su tiempo, y tiene también su estilo, ya que el novelista no se preocupa por la credibilidad novelesca. Pero, por lo tanto, no se debe concluir que la diarista es siempre el portavoz del novelista, porque Celestina obedece a la lógica de su propio carácter.
Sus contradicciones son desconcertantes para los lectores: 
- Así como denuncia constantemente las almas bajas y sucias de sus amos, también es sensible a la respetabilidad de los millones de los Lanlaire.
- Sexualmente liberada, considera sin embargo las prácticas sexuales de los ricos como « basura ».
- Incluso si no tiene ninguna ilusión sobre la Iglesia católica, escribe que, en el fondo de su corazón, todavía hay un poco de fe infantil.
- Después de denunciar la explotación y las humillaciones de los « siervos de los tiempos modernos », se convierte en una patrona dura con sus propias camareras.
- A pesar de su sed de justicia, permanece indiferente a la suerte patética de Alfred Dreyfus y, al final, es cómplice de un ladrón, Joseph, que, según ella, violó y mató a una niña.

Con sus contradicciones, Celestina ilustra el pesimismo del novelista, quien no cree en la omnipotencia de la razón en el comportamiento humano y no juzga a los hombres capaces de luchar contra la « ley del crimen » que reina en la naturaleza y en las sociedades.